# Brains, Loire-Atlantique

Brains este o comună în departamentul Loire-Atlantique, Franța. În 2009 avea o populație de 2,583 de locuitori.